# حساسية البرد
حساسية البرد أو عدم تحمل البرد هي حالة مزعجة وغير عادية يشعر بها بعض الأفراد عندما يكونون في بيئة باردة. وقد تترافق الأعراض مع شعور شديد بالبرد، الضعف، وعدم الراحة.
هناك أختلاف كبير في الحساسية تجاه البرد التي يعاني منها بعض الأشخاص—حيث يرتدي البعض طبقات عديدة من الملابس بينما يشعر الآخرون في نفس البيئة بالراحة في طبقة واحدة.
عادةً تكون حساسية البرد من أعراض فقر الدم، قصور الغدة الدرقية، تدني وزن الجسم، نقص الحديد، نقص فيتامين بي12، الحمى، الفيبرومالغيا، أو تضيق الأوعية. قد يكون لعلم النفس أيضًا دورٌ في درجة الحرارة المتصورة.